# Ala Agrippiana Miniata

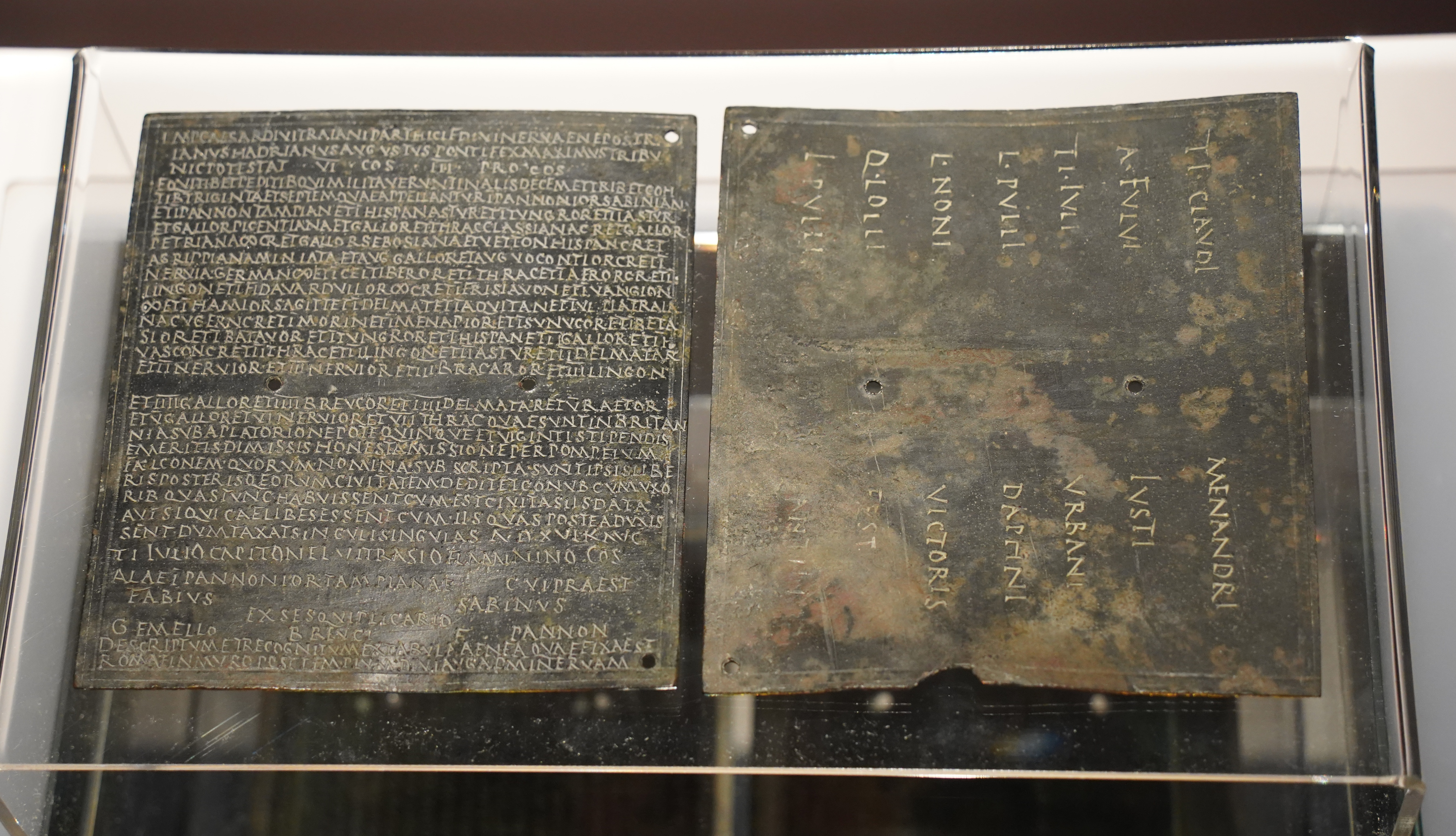
Eines der Militärdiplome des Jahres 122

Die Ala Agrippiana Miniata (deutsch Ala des Agrippa Miniata) war eine römische Auxiliareinheit. Sie ist durch Militärdiplome und Inschriften belegt.

## Namensbestandteile
- Ala: Die Ala war eine Reitereinheit der Auxiliartruppen in der römischen Armee.

- Agrippiana: des Agrippa. Einer der ersten Kommandeure der Einheit war vermutlich Lucius Nasidienus Agrippa, nach dem die Ala benannt wurde. Er war auch Tribun der Legio XIIII Gemina (CIL 13, 8270).

- Miniata: die Rotgefärbten bzw. Rotgekleideten. Der Zusatz kommt in dem Diplom (CIL 16, 69) vor.

Da es keine Hinweise auf den Namenszusatz milliaria (1000 Mann) gibt, war die Einheit eine Ala quingenaria. Die Sollstärke der Ala lag bei 480 Mann, bestehend aus 16 Turmae mit jeweils 30 Reitern.

## Geschichte
Die Ala wurde vermutlich während der Regierungszeit von Augustus oder Tiberius in Gallien aufgestellt. Durch die Inschrift eines Grabsteins ist ihre Anwesenheit in Worms (Borbetomagus) bezeugt. Sie war in den Provinzen Germania und Britannia (in dieser Reihenfolge) stationiert. Der erste Nachweis der Einheit in Britannia beruht auf Diplomen, die auf 122 datiert sind. In den Diplomen wird die Ala als Teil der Truppen (siehe Römische Streitkräfte in Britannia) aufgeführt, die in der Provinz stationiert waren.

## Standorte
Standorte der Ala sind nicht bekannt.

## Angehörige der Ala
Folgende Angehörige der Ala sind bekannt:
- [D(ecimus)] Decmanius Caper, ein Subpräfekt (CIL 12, 2231)
- Partus, ein Reiter (CIL 13, 6235)

## Weitere Alae mit der BezeichnungAla Agrippiana
Es gab noch zwei weitere Alae mit dieser Bezeichnung:
- die Ala I Flavia Agrippiana. Sie ist durch Militärdiplome von 129 bis 153 belegt und war in der Provinz Syria stationiert.
- die Ala II Flavia Agrippiana. Sie ist durch eine Inschrift belegt.